# Till the World Ends
«Till the World Ends» —en español: «Hasta que se acabe el mundo»— es una canción dance pop interpretada por la Cantante y Compositora Britney Spears. Esta fue coescrita a principios de 2011 por el letrista sueco Alexander Kronlund y la letrista y cantante estadounidense Kesha, y producida en el mismo período por el dúo conformado por el estadounidense Lukasz Dr. Luke Gottwald y el sueco Martin Karl Max Martin Sandberg, quienes son considerados como dos de los productores más prestigiosos de la industria de la música, y por el entonces emergente productor canadiense Mathieu Billboard Jomphe. Tras ello, la canción fue incluida en el séptimo álbum de estudio de Britney Spears, Femme Fatale, el que fue lanzado el 29 de marzo de 2011 en Estados Unidos y en fechas homólogas o cercanas a esta alrededor del mundo. De acuerdo a Billboard, «Till the World Ends» es, después de «...Baby One More Time», «Womanizer» y «3», el cuarto sencillo más exitoso de toda la carrera de Britney Spears en la principal lista de Estados Unidos: la Billboard Hot 100. El sitio PopCrush la eligió como la mejor canción pop del año 2011.
Durante el primer cuatrimestre del año 2011, «Till the World Ends» fue lanzada por el sello Jive Records y la compañía Sony BMG Music Entertainment como el segundo sencillo de Femme Fatale. Ello, antecediendo al lanzamiento de este último y sucediendo por poco al de «Hold It Against Me». Todo, luego de que su lanzamiento debiera ser adelantado unas semanas, debido a su filtración en internet. Con ello, «Till the World Ends» se convirtió en el vigésimo sexto y en el vigésimo octavo sencillo cronológico de Britney Spears en mercados importantes de la industria de la música, como los Estados Unidos y el Reino Unido, respectivamente, y en el segundo sencillo de la cantante respaldado por el trío conformado por Dr. Luke, Max Martin y Billboard, después de su antecesor.
Su video musical fue dirigido por el director y fotógrafo noruego Ray Kay, quien trabajó por primera vez con Britney Spears y quien, hasta entonces, había dirigido una gran cantidad de videos. Por su parte, su coreografía fue creada por el coreógrafo estadounidense Brian Friedman, uno de los colaboradores habituales de la cantante. Al respecto, el video musical contó con dos versiones. La principal de ellas, transcurre en los subsuelos de una ciudad futurista, durante una línea de historia apocalíptica. Por su parte, la segunda versión en cuestión, excluyó las escenas de su línea de historia y se basó en la coreografía realizada por Britney Spears. Tras todo, su versión principal recibió doce millones de visualizaciones en YouTube, en un poco más de una semana. Asimismo, los críticos citaron referencias explícitas en él al video musical de «I'm a Slave 4 U» y, de manera particular, la revista Rolling Stone lo catalogó como el mejor video musical bailable de temática apocalíptica.
Con todo, «Till the World Ends» se convirtió en un éxito top 10 en Australia, Canadá, Dinamarca, los Estados Unidos, Finlandia, Francia, Irlanda, Noruega, Nueva Zelanda, Suecia, Suiza y la Región Valona de Bélgica. No obstante, algunos de sus mayores logros comerciales los registró en Estados Unidos, donde se convirtió en el décimo éxito top 10 de Britney Spears en el ranking Billboard Hot 100, el más importante del país. En él, se convirtió en un exitoso n.° 3, tras el lanzamiento de su The Femme Fatale Remix, el que cuenta con la colaboración de la rapera trinitense Nicki Minaj y de su coescritora Kesha. Asimismo, registró la mayor audiencia semanal abarcada por un sencillo de Britney Spears en las radios del país, en sus doce años y medio de carrera. En suma, de acuerdo al sistema de información Nielsen SoundScan, «Till the World Ends» vendió 3 millones de descargas en Estados Unidos, siendo el sencillo más vendido de Femme Fatale en el país.

## Antecedentes
El primer antecedente que se tuvo de «Till the World Ends», data del viernes 11 de febrero de 2011. Dicho día, la compositora y cantante estadounidense Kesha brindó una entrevista a la revista Spin, en la que dio a conocer que se encontraba coescribiendo la canción, junto a los compositores y productores Lukasz «Dr. Luke» Gottwald y Martin Karl «Max Martin» Sandberg, como parte del proceso creativo del séptimo álbum de estudio de Britney Spears, Femme Fatale. Al respecto, Kesha declaró a la revista:

«Till the World Ends» soy yo imaginándome a Britney Spears y a cualquier otra artista femenina de gira por el mundo. Tú sabes, cuando sales tienes noches increíbles, mágicas, y no quieres ir a dormir, sino que quieres que esas noches duren hasta que el mundo se acabe.
Kesha

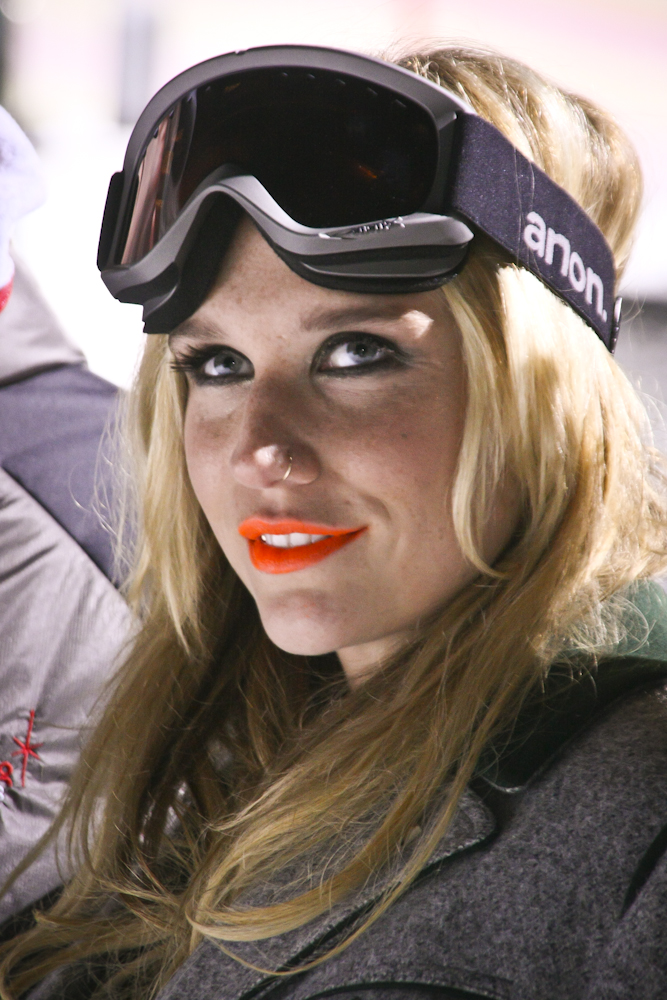
Kesha, coescritora de «Till the World Ends».

Acto seguido, Larry Rudolph, uno de los mánagers de Britney Spears, se refirió a la canción como el segundo sencillo de Femme Fatale, mas no confirmó su título. Ello, el jueves 17 de febrero de 2011, el mismo día del estreno del video musical de «Hold It Against Me». En dicha oportunidad, Larry Rudolph declaró:

Tenemos una segunda canción que creo que vamos a lanzar como sencillo antes que el álbum. No puedo decirlo con el cien por ciento de certeza, pero creo que probablemente lo será. Nos encontramos en converzaciones de eso ahora y es un monstruo. Realmente lo es. Creo que no he estado tan emocionado con el lanzamiento de una canción de Britney en muchos, muchos años. Es así de buena. Eso es todo lo que voy a decir al respecto por ahora. Aún no he escuchado una mezcla final de la misma, pero lo haré en uno o dos días. Hasta el momento, lo que he oído es simplemente extraordinario. Es realmente increíble. Sus seguidores estarán muy contentos con la canción.
Larry Rudolph

Posteriormente, el miércoles 2 de marzo de 2011, el sitio web Deezer.com publicó la carátula de «Till the World Ends», lo que respadó los rumores que, para entonces, circulaban sobre el lanzamiento de la canción como sencillo. Por su parte, en la fotografía de la carátula, la que fue tomada por Randee St. Nicholas, Britney Spears aparece sentada sobre el respaldo de un sillón, vistiendo un suéter y zapatos de tacón. La publicación fue seguida por la aparición de un fragmento de treinta segundos de duración de la canción en el sitio web Amazon.de. Al día siguiente, una versión casi final de «Till the World Ends» se filtró completamente en internet, lo que llevó a la cantante a manifestar su conocimiento de la situación en su cuenta de la red social Twitter y a su sello Jive Records a adelantar el lanzamiento de la canción como el segundo sencillo de Femme Fatale.

## Lanzamiento

### Radial

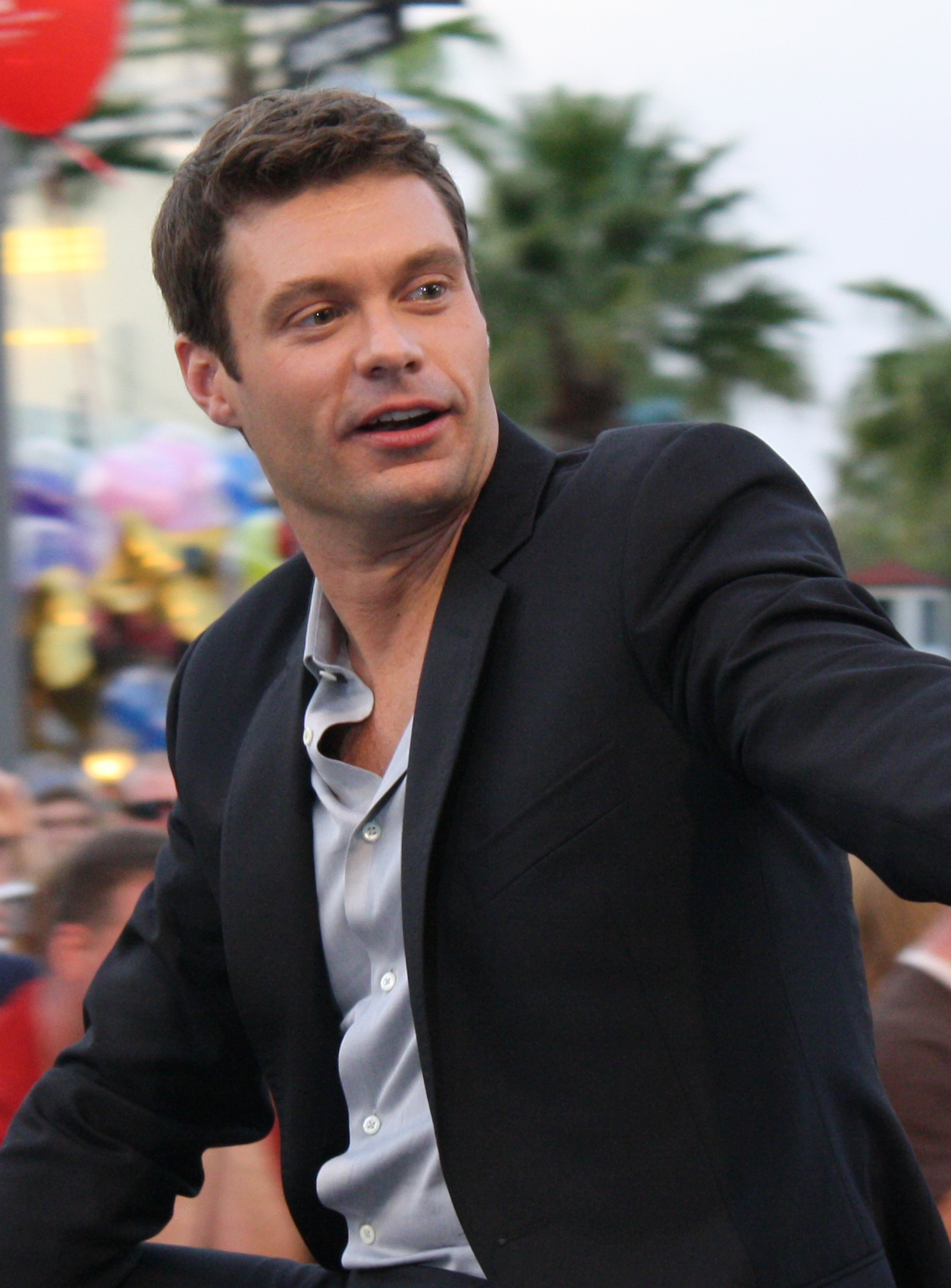
El estreno oficial de «Till the World Ends» fue realizado por Britney Spears en el programa radial vespertino del animador y locutor Ryan Seacrest.

De acuerdo a la estación de radio 93.3 FM de Tampa, en un comienzo, el lanzamiento radial de «Till the World Ends» estaba previsto para ser realizado durante la segunda semana del mes de marzo de 2011. No obstante, la filtración en internet de su versión casi final, la que ocurrió el jueves 3 de marzo de 2011, llevó a que el sello Jive Records tomara medidas instantáneas. El mismo día, este extendió un comunicado de prensa en el que finalmente confirmó a la canción como el segundo sencillo de Femme Fatale, así como también al listado de canciones de este último. Ello, pese a que, en un comienzo, el animador y locutor estadounidense Ryan Seacrest había anunciado que la canción «I Wanna Go» sería lanzada como tal, luego de que los dos mánagers de Britney Spears, Larry Rudolf y Adam Leber, le permitieran escucharla, de manera exclusiva, a principios del mes de enero de 2011.
En definitiva, «I Wanna Go» no fue lanzada y «Till the World Ends» ocupó su lugar. Por su parte, al día siguiente de la extensión del comunicado de prensa de Jive Records, Britney Spears estrenó oficialmente a «Till the World Ends» en la radio KIIS, una de las más importantes e influyentes de la ciudad estadounidense Los Ángeles. Ello, luego de brindar una entrevista en el programa radial vespertino de Ryan Seacrest, en la que catalogó a «Till the World Ends» como «energía positiva» y como su canción favorita de Femme Fatale. Al respecto, señaló:

¡«Till the World Ends» es divertida! Es entretenida. Me gusta. Es energía positiva. Soy una persona de vibras y creo que amo a las canciones que te ponen de buen humor, por ello es que si una canción me pone de buen humor, ésta para mí está aprobada.
Britney Spears

En la misma entrevista, la cantante confirmó, por primera vez, los planes iniciales de su Femme Fatale Tour. En definitiva, tras su estreno oficial a manos de Britney Spears, «Till the World Ends» comenzó a ser lanzada en las radios de alrededor del mundo. De manera particular, su lanzamiento en las radios mainstream de Estados Unidos, fue realizado el lunes 7 de marzo de 2011, solo siete semanas después del lanzamiento de «Hold It Against Me». Por su parte, en el Reino Unido, su lanzamiento radial fue posterior a su lanzamiento digital. Ello, en una estrategia comercial insólita en el estado, considerando que los sencillos primero suelen ser lanzados durante al menos tres días en las radios y luego como descarga digital.

### Digital
Según el sitio web Amazon.de, en un comienzo, el lanzamiento digital de «Till the World Ends» estaba programado para el viernes 11 de marzo de 2011. No obstante, dadas las circunstancias, este fue realizado una semana exacta antes, es decir, el viernes 4 de marzo de 2011, el mismo día en que Britney Spears realizó su estreno en el programa radial vespertino de Ryan Seacrest. Ello, de manera exclusiva, a través de las tiendas iTunes de prácticamente todos los mercados de música más importantes de alrededor del mundo, incluyendo a Estados Unidos. Al respecto, en este último y en algunos otros países, «Till the World Ends» se convirtió en el segundo sencillo de Britney Spears que fue lanzado simultáneamente en iTunes y en las estaciones de radio. Todo, a modo de continuación de una estrategia comercial que fue utilizada por primera vez en la industria con «Hold It Against Me» y que en el mismo año fue imitada por otros artistas.
En suma, «Till the World Ends» suscedió por casi dos meses al primer lanzamiento digital de «Hold It Against Me», el que fue realizado el martes 11 de enero de 2011, y antecedió por casi cuatro semanas al lanzamiento de Femme Fatale, el que en Estados Unidos fue realizado el martes 29 de marzo de 2011.

## Composición

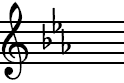
«Till the World Ends» fue compuesta en la tonalidad Do menor.

«Till the World Ends» fue compuesta y escrita por el cuarteto conformado por el sueco Martin Karl «Max Martin» Sandberg, el canadiense Mathieu «Billboard» Jomphe y los estadounidenses Lukasz «Dr. Luke» Gottwald y Kesha Sebert. Al igual que la gran mayoría de las canciones de Britney Spears, esta está compuesta en compás de 4/4 y en la tonalidad Do menor. Por su parte, el rango vocal de Britney Spears se extiende desde la nota Bb3 hasta la nota C5.
Respecto a su letra, esta trata netamente sobre bailar. Ello, utilizando alusiones basadas en la Escatología. Dichas alusiones quedan de manifiesto en el título de la canción, el que traducido al idioma español significa «Hasta que el mundo se acabe», y son trabajadas de manera explícita durante y tras el transcurso del puente de su letra, aludiendo a bailar incansablemente hasta que ello ocurra.

## Recepción crítica
«Till the World Ends» contó con una recepción buena por parte de los críticos. La mayoría de ellos le describió como un sencillo dance-pop sólido, pero carente de originalidad, al ser similar en sonido a éxitos de artistas como Kesha y Enrique Iglesias. Uno de dichos críticos fue Bill Lamb, del sitio About.com, quien sostuvo que era sólido, pegadizo y sólo un poco decepcionante si se le comparaba con la alta calidad del sonido experimental de dubstep de «Hold It Against Me», por lo que le evaluó con cuatro de cinco estrellas. Además de ello, cuestionó el desempeño de Kesha como su coescritora y señaló que, pese a su solidez, «Till the World Ends» no se alzaba como uno de los mejores sencillos de Britney Spears. Por su parte, Jon Dolan, de la revista estadounidense de música Rolling Stone, le llamó un tsunami y le evaluó con tres estrellas y media de cinco, luego de sostener que «Till the World Ends» estaba absoluta y plenamente destinada a las fiestas. De manera paralela, le describió como un complemento de un sintetizador aspira cielos, un ritmo que suena como malditos dirigibles y un millar de marinos borrachos cantando el coro sin polera.
De manera paralela, Robert Copsey, reportero de música del sitio web británico Digital Spy, sostuvo que «Till the World Ends» era el sencillo más alentador, cómodo y seguro de Britney Spears, desde «Stronger». Asimismo, le catalogó como el regreso de la cantante que todos habían estado esperando y le evaluó con la máxima calificación posible del sitio: cinco estrellas.
En el margen de las comparaciones, Allison Stewart, del periódico estadounidense The Washington Post, le comparó con «Tonight (I'm Lovin' You)» de Enrique Iglesias con Ludacris y DJ Frank E, y sostuvo que èste era el sencillo más bailable de Britney Spears en mucho tiempo. Por su parte, el sitio web Popjustice le comparó con «Blow» de Kesha, mas sostuvo que «Till the World Ends» no era tan buena como esta última.
Jason Lipshutz, de la revista de música Billboard, sostuvo que «Till the World Ends» cuenta con un ritmo «deslizante» que recuerda a los éxitos pasados de Taio Cruz, Robyn y Enrique Iglesias. Asimismo, sostuvo que en la canción, «las rampas de energía se elevan a un estribillo cinético», en el que la cantante se une a un coro vocal y comanda al oyente a bailar hasta que el mundo se acabe. Posteriormente, MTV y Slant Megazine lo enlistaron en los puesto número diez y dieciséis, respectivamente, en sus listas de los mejores sencillos de 2011, y Alim Kheraj de Digital Spy lo enlistó como el decimocuarto mejor sencillo de la cantante.

## Rendimiento comercial
«Till the World Ends» ha disfrutado de un éxito comercial diverso alrededor del mundo. Tras su lanzamiento en las tiendas iTunes, el que fue realizado el viernes 4 de marzo de 2011, este ingresó a los top 40 de varios rankings semanales de canciones, sobre la base de sus ventas de descargas digitales. Seguidamente, el estreno de la versión principal de su video musical, el que fue realizado el miércoles 6 de abril de 2011, le catapultó una vez más en los rankings. Con ello, «Till the World Ends» se alzó como un éxito top 10 más sólido en Canadá, los Estados Unidos.

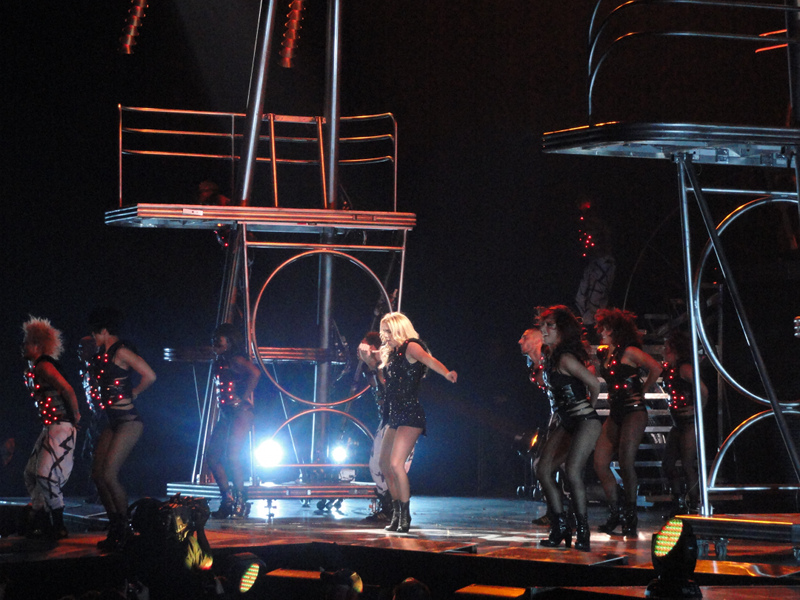
Britney Spears durante los números apocalíptico de «Till the World Ends».

En Europa, «Till the World Ends» disfrutó de un éxito comercial diverso. Tras su lanzamiento digital en las tiendas iTunes, el que fue realizado el viernes 4 de marzo de 2011, este ingresó a varios de los rankings más importantes de los mercados europeos. Dos de ellos fueron Irlanda y Finlandia, en los que se alzó como un top 10 instantáneo con sus debuts. Acto seguido, se convirtió en un éxito top 10 en Dinamarca, Francia, Noruega, Suecia, Suiza , la Región Valona de Bélgica y España, y en un top 20 en la Región Flamenca. De manera particular, en Francia se convirtió en el sencillo de mayor éxito comercial de Femme Fatale y en el primer top 10 de Britney Spears en el país, desde que «Womanizer» se convirtió en un éxito N.º 1 en él, en el año 2008. Asimismo, en Noruega solo «On the Floor» de Jennifer Lopez con Pitbull le impidió ser un N.º 1.
Pese a dichos logros, «Till the World Ends» no consiguió conquistar a algunos de los mercados de música más grandes de Europa. El principal de ellos fue el Reino Unido, donde se convirtió, después de «Radar», en el segundo sencillo de Britney Spears lanzado en el estado, que no logró ingresar al top 20 del ranking semanal de radiodifusión y venta de sencillos UK Singles Chart, el más importante del mismo. Ello, tras alcanzar la posición N.º 21 de él, la semana del 13 de marzo de 2011, correspondiente a su segunda semana en el ranking. Hasta julio de 2016 vendió 177 000 copias en el Reino Unido, donde se convirtió en el sencillo más vendido de Femme Fatale. En 2017, la BPI lo certificó disco de plata por ventas de 200 000 unidades. Posicionamientos similares alcanzó en los rankings principales de Alemania y los Países Bajos, dos de los mercados europeos en los que el éxito les ha sido esquivo a los últimos sencillos de Britney Spears.
Paralelamente, en Oceanía, «Till the World Ends» disfrutó de un gran éxito comercial. Al igual que en algunos mercados de Europa, en Nueva Zelanda este se alzó como un top 10 instantáneo con su debut en el ranking principal del país. Asimismo, se convirtió en el décimo octavo éxito top 10 de Britney Spears en el ranking semanal de radiodifusión y ventas Top 50 Singles de ARIA Charts, el más importante de Australia. Ello, tras alcanzar la posición N.º 8 de él, durante las dos primeras semanas del mes de mayo de 2011. Tras el logro, «Till the World Ends» fue certificado de Doble Platino por el grupo comercial ARIA, a modo de acreditación de ventas legales de 140 mil copias en el país, convirtiéndose en el segundo sencillo de la cantante, junto con su sencillo debut, en obtener una certificación múltiple.
Estados Unidos
En Estados Unidos «Till the World Ends» debutó, la semana del 19 de marzo de 2011, en la posición N° 10 del ranking de ventas Digital Songs de la revista Billboard. Ello, luego de vender 117 mil descargas digitales durante sus tres primeros días en el país. Sus ventas llevaron, en gran parte, a que aquella semana este debutara en la posición N° 20 del ranking semanal Billboard Hot 100, el más importante de Estados Unidos. Aunque con ello Britney Spears puso fin a la cadena conformada por «3» y «Hold It Against Me» de dos debuts consecutivos en la posición N° 1 de la Billboard Hot 100, un logro que sólo ella y Mariah Carey poseen, «Till the World Ends» se alzó con el quinto debut más elevado registrado por uno de los entonces veinticinco ingresos totales de Britney Spears en el mismo. De manera paralela, este debutó en la posición N° 68 del ranking Radio Songs, con 16,8 millones de impresiones de audiencia, en 145 estaciones de radio.

En Estados Unidos, «Till the World Ends» se convirtió en el décimo éxito top 10 de Britney Spears en la Billboard Hot 100, el ranking semanal de canciones más importante del país.

Posteriormente, en su segunda semana en los rankings del país, «Till the World Ends» ascendió a la posición N.º 9 de la Billboard Hot 100, donde además de alzarse como el segundo top 10 consecutivo de Femme Fatale, se convirtió en el décimo éxito top 10 de Britney Spears. Ello se debió a que, dicha semana, este debutó en la posición N° 26 del ranking Pop Songs, el que contabiliza las reproducciones en las radios mainstream del país, y a que ascendió a la posición N° 5 del ranking Digital Songs, luego de vender 158 mil descargas. Pese a que, en la semana siguiente, «Till the World Ends» fue honrada por su incremento de reproducciones, sus ventas descendieron a 87 mil descargas digitales y no se recuperaron sino solo hasta el estreno de su video musical. Una vez que este fue realizado, «Till the World Ends» ascendió por segunda vez a la posición N.º 5 del ranking Digital Songs. Ello, luego de vender 133 mil descargas y de experimentar un aumento en el nivel de ventas de ellas de un 48%. La misma semana, este experimentó un crecimiento de un 16% en los niveles de audiencia que recibió en todas las estaciones de radio del país, abarcando a una audiencia de 53 millones. Dichos aumentos le llevaron a ascender a la posición N.º 8 de la Billboard Hot 100.
Aunque a la semana siguiente, «Till the World Ends» descendió a la posición N.º 9 de la Billboard Hot 100, Britney Spears consiguió liderar el ranking por segunda vez en el año. Ello, a través de su colaboración en el sencillo «S&M» de la cantante barbadense Rihanna, el que se convirtió en el décimo y en el quinto éxito N.º 1 de Rihanna y de Britney Spears en la Billboard Hot 100, respectivamente, luego de que todas sus versiones registraran ventas combinadas de 293 mil descargas digitales. Pese a que el lanzamiento de la colaboración entre ambas cantantes disminuyó temporalmente las ventas de «Till the World Ends», este se mantuvo en el top 10 del ranking Digital Songs, con ventas de 120 mil descargas. A la semana siguiente, «Till the World Ends» vendió otras 122 mil descargas digitales y ascendió a la posición N.º 6 del ranking Radio Songs, luego de experimentar un incremento semanal de airplay de un 18%, abarcando a una audiencia de 72 millones.

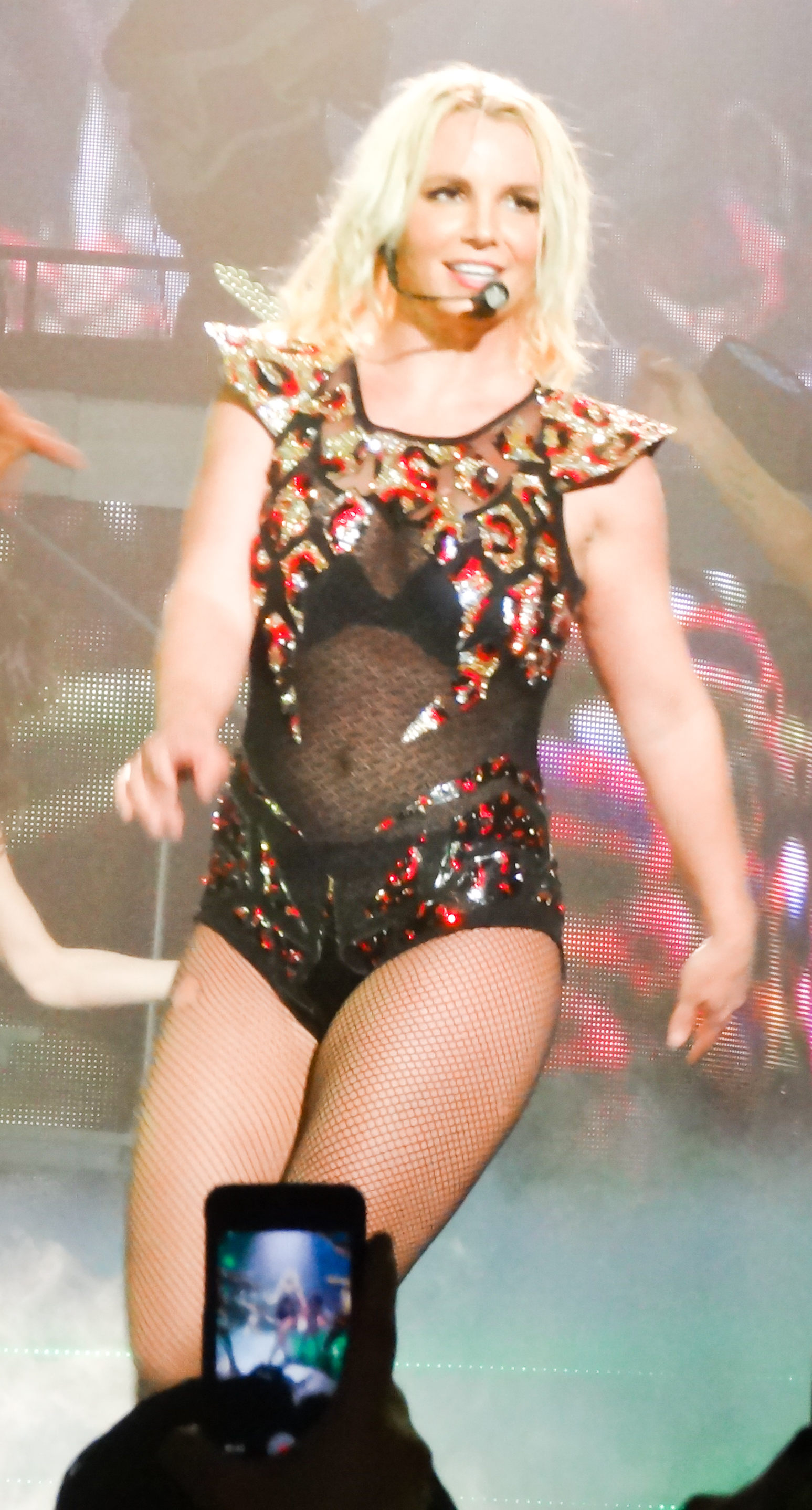
Britney Spears durante la presentación de «Till the World Ends» en un espectáculo de la gira Britney: Piece of Me (2014).

No obstante, el lanzamiento de su The Femme Fatale Remix, el que cuenta con la colaboración de la rapera trinitense Nicki Minaj y de su coescritora Kesha, le perfiló una vez más para registrar un ascenso en los rankings de Billboard. Una vez que este fue lanzado y sondeado durante el período comprendido entre el lunes 25 de abril y el domingo 1 de mayo de 2011, «Till the World Ends» ascendió de la posición N.º 11 a la N.º 3 de la Billboard Hot 100, en la que marcó su mejor posición detrás de los éxitos «E.T.» de Katy Perry con Kanye West y «Rolling in the Deep» de Adele. Ello se debió, en gran parte, a que «Till the World Ends» ascendió de la posición N.º 12 a la N.º 3 del ranking Digital Songs, luego de que todas sus versiones vendieran 246 mil descargas digitales. Con ello, este registró su mejor venta semanal de descargas digitales en el país, luego de experimentar un incremento porcentual en la venta semanal de ellas de un 102%.
A la semana siguiente de marcar su peak en la Billboard Hot 100, «Till the World Ends» vendió otras 126 mil descargas digitales en el país, ascendió a la posición N.º 4 del ranking Pop Songs y permaneció por tercera semana consecutiva en la posición N.º 6 del ranking Radio Songs. Ello, luego de experimentar un incremento de un 10% en sus niveles de audiencia en las estaciones de radio de todo el país y de abarcar a una audiencia de 87 millones, correspondiente a la audiencia semanal más grande alcanzada por un sencillo de Britney Spears en Estados Unidos, en sus doce años y medio de carrera. Posteriormente, en su undécima semana, «Till the World Ends» ascendió a la posición N.º 4 del ranking Radio Songs, en el que marcó la mejor posición alcanzada por un sencillo de Britney Spears, y vendió 104 mil descargas digitales en el país. Asimismo, se convirtió en el séptimo éxito N.º 1 de Britney Spears en el ranking Dance/Club Play Songs de Billboard, el que sondea a los sencillos más reproducidos por los DJs en los clubes nocturnos de Estados Unidos. Al respecto, el logro lo consiguió tras alzarse, durante cinco semanas consecutivas, como el sencillo que más experimentó aumentos en sus niveles de reproducción semanales en los clubes nocturnos.
En suma, «Till the World Ends» permaneció durante nueve semanas en el top 10 del ranking. En suma, de acuerdo al sistema de información Nielsen SoundScan, hasta julio de 2016, este vendió 3 millones de descargas en Estados Unidos, siendo el sencillo más vendido de Femme Fatale en el país.
- Décimo éxito top 10 de Britney Spears en la Billboard Hot 100

Aunque «Till the World Ends» registró su mayor posición en la Billboard Hot 100 en el puesto N.º 3, la revista Billboard y otros medios de comunicación centraron su atención en el sencillo cuando este ingresó por primera vez al top 10 del ranking, la semana del 26 de marzo de 2011. Fue entonces cuando «Till the World Ends» se alzó como el décimo éxito top 10 de Britney Spears en él. Por su parte, la atención en cuestión se debió a que, con ello, Britney Spears consiguió registrar más éxitos top 10 en el ranking desde su regreso a la industria de la música, el que inició en el año 2007, que durante sus primeros años en la misma, en los que lanzó sencillos en Estados Unidos entre los años 1998 y 2004, y en los que se encontraba en el peak de su carrera. Al respecto, durante este último período de seis años, la cantante registró cuatro éxitos top 10 en la Billboard Hot 100. Ellos fueron: «...Baby One More Time», «(You Drive Me) Crazy», «Oops!... I Did It Again» y «Toxic». Por su parte, desde el año 2007 hasta dicha semana, Britney Spears registró otros seis éxitos top 10 en el ranking: «Gimme More», «Womanizer», «Circus», «3», «Hold It Against Me» y «Till the World Ends».
Tras el logro, el editor Paul Grein, del sitio web Yahoo!, citó los titulares que los medios de comunicación utilizaron tras la presentación de «Gimme More» que Britney Spears realizó en los premios MTV Video Music Awards 2007, la que fue altamente polemizada. Dichos titulares dieron por terminada la carrera de la cantante, en un período en el que ella pasaba por un momento complicado de su vida personal. Sin embargo, desde entonces y hasta la semana que finalizó el 26 de marzo de 2011, la cantante registró los seis top 10 mencionados en la Billboard Hot 100, lo que reflejó el éxito aún mayor de sus sencillos en los rankings de Estados Unidos. De acuerdo a Paul Grein, el éxito de Britney Spears que quedó de manifiesto con «Till the World Ends», puede ser explicado sobre la base de una profundización del lazo existente entre la cantante y sus seguidores. Ello, considerando que, a diferencia de los seguidores de otros cantantes, los de Britney Spears han visto a su artista en sus altos y en sus bajos. Todo, de una manera muy diferente de lo que suele ser, considerando que los cantantes más populares suelen esforzarse en resguardar su imagen.

## Video musical

### Rodaje
El video musical de «Till the World Ends» fue dirigido por el director y fotógrafo noruego Ray Kay, quien trabajó por primera vez con Britney Spears y quien, hasta entonces, había dirigido una gran cantidad de videos musicales, incluyendo a los de «Poker Face» de Lady Gaga y «Freakum Dress» de Beyoncé. Por su parte, su rodaje fue llevado a cabo en un sótano en la ciudad estadounidense Los Ángeles, el jueves 17 de marzo de 2011. Al día siguiente, Britney Spears publicó la primera fotografía suya en el set del video musical, en la que apareció sentada, tomando un descanso, luego de grabar las escenas más importantes de su coreografía. Al respecto, esta fue creada por el coreógrafo estadounidense Brian Friedman, quien en el pasado había creado o cocreado siete coreografías para siete videos musicales anteriores de Britney Spears. Ellos fueron: «I'm a Slave 4 U», «Overprotected» The Darkchild Remix, «Boys», «I Love Rock 'N' Roll», «Me Against the Music», «Toxic» y «Hold It Against Me».
Parte importante del proceso de rodaje fue exhibida de manera exclusiva en el documental Britney Spears: I Am the Femme Fatale de la cadena de televisión por cable MTV, el que esta transmitió el domingo 3 de abril de 2011; cuatro días después del lanzamiento de Femme Fatale en Estados Unidos. En él, la cantante sostuvo que el set del rodaje fue verdaderamente sucio y bruto, dado al sudor abundante y real que ella y sus bailarines generaron durante el desarrollo de su coreografía.

### Estreno
El estreno del vídeo musical de «Till the World Ends» fue realizado el miércoles 6 de abril de 2011, a las 3:00 a. m. del tiempo del este; correspondiente al huso horario de Canadá y los Estados Unidos. Ello, a través de la cuenta de Britney Spears en el sitio web de videos musicales Vevo. Por su parte, su estreno en la cadena de televisión por cable MTV, fue realizado el mismo miércoles 6 de abril de 2011, durante la transmisión del programa The Seven, a las 5:00 p. m. del tiempo del este. Todo ello, el mismo día en que la revista estadounidense Billboard dio a conocer que Femme Fatale debutó como el sexto álbum de estudio N.º 1 de Britney Spears en su ranking Billboard 200. Por su parte, el lanzamiento del video musical en iTunes, fue realizado el martes 12 de abril de 2011.

El estreno del video musical de «Till the World Ends» fue realizado a través del sitio web de videos musicales Vevo.

No obstante, el video musical contó con dos versiones: Director's Cut y Choreography Cut. La primera de ellas, correspondiente a la primera versión que fue estrenada, incorporó las escenas de su línea de historia apocalíptica, mientras que la segunda, la que fue estrenada el viernes 15 de abril de 2011, incorporò exclusivamente las escenas de la coreografía realizada por Britney Spears.
El lunes 4 de abril de 2011, con solo dos días de anticipación, Britney Spears dio a conocer la fecha del estreno del video musical. Ello, a través de su cuenta de Twitter, donde también publicó un enlace para acceder a una vista previa del mismo, de 30 segundos de duración.

### Trama
El video musical de «Till the World Ends» transcurre el viernes 21 de diciembre de 2012, día que hace referencia al cumplimiento del Gran Ciclo, Baktun, en el calendario maya (civilización que se extendió mayoritariamente en Guatemala). Este comienza con escenas de un grupo de chicos caminando por las alcantarillas de una gran ciudad futurista, rumbo hacia donde se encuentra Britney Spears y al parecer se acerca una lluvia de meteoritos. Entonces la cantante es mostrada en las profundidades del subsuelo, rodeada de chicos y chicas semidesnudos, que se retuercen sugestivamente en el piso a su alrededor. Todo, mientras en la superficie, más grupos de jóvenes se adentra en las alcantarillas, huyendo del inicio de una tempestad. Es entonces cuando una gran nube oscura eclipsa la ciudad y una lluvia de meteoritos la comienza a bombardear, dando inicio a una especie de Apocalipsis. Los rascacielos arden en llamas y las edificaciones se comienzan a derrumbar. Todo mientras, en el subsuelo, la cantante y sus bailarines realizan una coreografía , simulan formar parte de una orgía en las profundidades del lugar y por ratos son mostradas escenas entrecortadas donde se encuentra Spears realizando una diferente coreografía.Finalmente, la tempestad termina y el Sol vuelve a brillar sobre la ciudad. Entonces, Britney Spears es mostrada con un traje rojo ceñido al cuerpo y con botas negras, siguiendo ejecutando la coreoagrafia, mientras los primeros rayos del Sol se adentran hacia ella y sus bailarines.Las escenas siguientes, muestran a la multitud sobreviviente bailando con aún más alegría que al inicio , por sobrevivir a la apocalipsis. Tras todo, Britney Spears se asoma a la superficie para visualizar lo acontecido , se da cuenta de que todo ha vuelto a la normalidad y el video musical finaliza.

### Recibimiento
El video musical de «Till the World Ends» contó con un buen recibimiento por parte de la audiencia y los críticos, quienes citaron referencias explícitas en él al video musical de «I'm a Slave 4 U». En un poco más de una semana, este registró doce millones de visualizaciones en el sitio web Vevo y elevó la popularidad de Britney Spears en las redes sociales de internet. De manera particular, el periodista Matthew Perpetua, de la revista Rolling Stone, sostuvo que este era, básicamente, una fiesta ambientada en una ciudad bombardeada, en la víspera de una especie de apocalipsis; lo que le daba un sentido perfecto a su juicio. No obstante, señaló que no le hizo tanto sentido el que en él solo figurara gente guapa y con apariencia de modelo, y citó a la película australiana Mad Max de 1979, dado a las similitudes entre los vestuarios y las temáticas apocalípticas utilizadas y tratadas en la película y en el video musical, respectivamente. En lo referido a Britney Spears y a la gente que aludió con sus palabras sostuvo, de manera insinuante, que puede que el video musical sea un reflejo de que «quizás sólo los zorros son lo suficientemente fuertes como para sobrevivir» al fin del mundo. En definitiva, catalogó al video musical como bueno y memorable.

Rolling Stone catalogó al video musical de «Till the World Ends» como el mejor video musical bailable de temática apocalíptica.

No obstante, días después de su estreno, Rolling Stone lo catologó como el mejor video musical bailable de temática apocalíptica. Ello, en un ranking que la revista de música elaboró, en el que también figuraron videos musicales como «Express Yourself» de Madonna, «Rhythm Nation» de Janet Jackson y «Alejandro» de Lady Gaga. Respecto al video musical de «Till the World Ends», Matthew Perpetua sostuvo que este cumplía prácticamente con todos los requisitos necesarios para alzarse como tal, pues contaba con gente sexy vistiendo harapos y trajes al estilo de Mad Max, una ciudad futurista bombardeada y una coreografía cuasi-militar. Además de ello, señaló que aunque su línea de historia transcurre el viernes 21 de diciembre de 2012, su aspecto y estilo sugieren algo aún más futurista. Tras todo, el periodista sostuvo que puede que el fin del mundo se acerque, pero mientras ello ocurra Britney Spears y sus amigos se mantendrán bailando y recreando la segunda película de cienciaficción de Matrix.
Por su parte, Jocelyn Vena, de MTV, sostuvo que el video musical de «Till the World Ends» es un «mash-up sexy» de Britney Spears, en el que ella «hace lo que mejor sabe hacer»: tentar a chicos semidesnudos, mirar sugestiva e insinuantemente a la cámara y ser atrevida, a través de una secuencia de escenas en las que viste una serie de chaquetas de cuero y trajes ceñidos. Dentro de estos últimos, citó que, el traje rojo que utiliza hacia el final del video musical, parece ser un «guiño» al catsuit rojo que utilizó en el video musical de «Oops!... I Did It Again».
Hasta septiembre de 2013, acumulaba cerca de 120 millones de visitas en Vevo, tras ser visitado en mayor medida por personas de Brasil, Italia y Chile

## Presentaciones en vivo
Rain Nightclub, Palms Casino Resort, Las Vegas

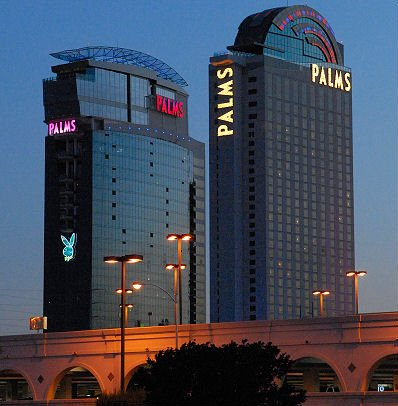
La primera presentación de «Till the World Ends» fue realizada en el Rain Nightclub del Palms Casino Resort.

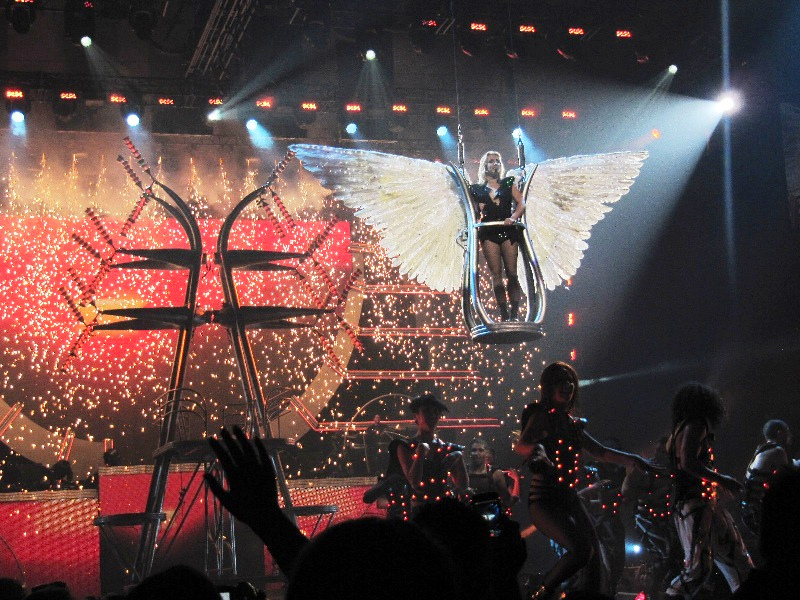
Britney Spears interpretando el "The Femme Fatale Remix" de "Till the World Ends" en la gira Femme Fatale Tour.

Las primeras presentaciones de «Till the World Ends», fueron realizadas la noche del viernes 25 de marzo de 2011, instancia en la que Britney Spears realizó dos secuencias de presentaciones promocionales de Femme Fatale, correspondientes a una privada y una pública, en el exclusivo Rain Nightclub del Palms Casino Resort de Las Vegas. Al respecto, el eje de los repertorios homólogos de estas lo conformaron tres canciones de Femme Fatale: «Hold It Against Me» en la apertura; «Big Fat Bass» con extractos de corta duración de «Gimme More», «I'm a Slave 4 U» y «3» en el desarrollo; y «Till the World Ends» al cierre. Dichas presentaciones fueron vistas por mil espectadores y grabadas por MTV, para ser incluidas en el documental especial Britney Spears: I Am the Femme Fatale, el que fue transmitido el domingo 4 de abril de 2011 por la cadena de televisión por cable. No obstante, algunos tráileres del documental fueron dados a conocer en el especial web Britney Takeover, el que fue transmitido en el sitio web de MTV el martes 29 de marzo de 2011, día del lanzamiento de Femme Fatale en Estados Unidos.
Bill Graham Civic Auditorium, San Francisco
El domingo 27 de marzo de 2011 Britney Spears realizó un concierto gratuito en el Bill Graham Civic Auditorium de la ciudad estadounidense San Francisco, donde volvió a interpretar a «Till the World Ends» como parte de su repertorio; el mismo repertorio que utilizó en el Rain Nightclub del Palms Casino Resort de Las Vegas. Por su parte, el concierto en el Bill Graham Civic Auditorium fue transmitido por televisión en Estados Unidos, el martes 29 de marzo de 2011, a través del matinal Good Morning America de la cadena ABC.
Jimmy Kimmel Live! de ABC
El martes 29 de marzo de 2011, Britney Spears realizó una presentación televisiva en el programa nocturno Jimmy Kimmel Live! de ABC. En ella la cantante interpretó a los dos primeros sencillos de Femme Fatale: «Till the World Ends» en la apertura y «Hold It Against Me» al cierre.
Billboard Music Awards 2011
La noche del domingo 22 de mayo de 2011, Britney Spears interpretó, junto a la rapera trinitense Nicki Minaj, a un fragmento de The Femme Fatale Remix de «Till the World Ends» en los Billboard Music Awards 2011, los cuales fueron realizados en la MGM Grand Arena de Las Vegas y transmitidos por la cadena de televisión ABC. Ello, como parte de un medley con el éxito «Super Bass» de Nicki Minaj y luego de habese presentado, minutos antes, junto a la cantante barbadense Rihanna, con quien interpretó a «S&M», en una performance que hizo alusión al sadomazoquismo. Aunque las presentaciones de Rihanna y Nicki Minaj habían sido anunciadas desde un comienzo, las apariciones de Britney Spears en ellas no había sido anunciada por la revista Billboard, por lo que se tornaron en apariciones sorpresa para la audiencia.
Femme Fatale Tour
«Till the World Ends» fue incluida en el repertorio del Femme Fatale Tour.
Britney Piece of Me
En 2013, la cantante incluyó a «Till the World Ends» en el repertorio de su residencia en Las Vegas, Britney: Piece of Me.

## Créditos
| - Britney Jean Spears - Voz principal - Dr. Luke — Escritura, producción, instrumentación, programación y respaldos vocales - Alexander Kronlund — Escritura, instrumentación y programación - Max Martin — Escritura, producción, instrumentación, programación y respaldos vocales - Nicki Minaj - Escritura - R. Kelly - Escritura - Kesha Rose Sebert — Escritura - Billboard — Producción, instrumentación y programación - Serban Ghenea — Mezcla - Emily Wright — Ingeniería y producción vocal - Sam Holland — Ingeniería y respaldos vocales | - Aniela Gottwald — Asistencia de ingeniería - John Hanes — Ingeniería de mezcla - Tim Roberts — Asistencia de ingeniería de mezcla - Stacey Barnett — Respaldos vocales - Myah Marie — Respaldos vocales - Bonnie McKee — Respaldos vocales, escritura - Patrizia Rogosch — Respaldos vocales - Tom Coyne – Masterización |

### Escritura

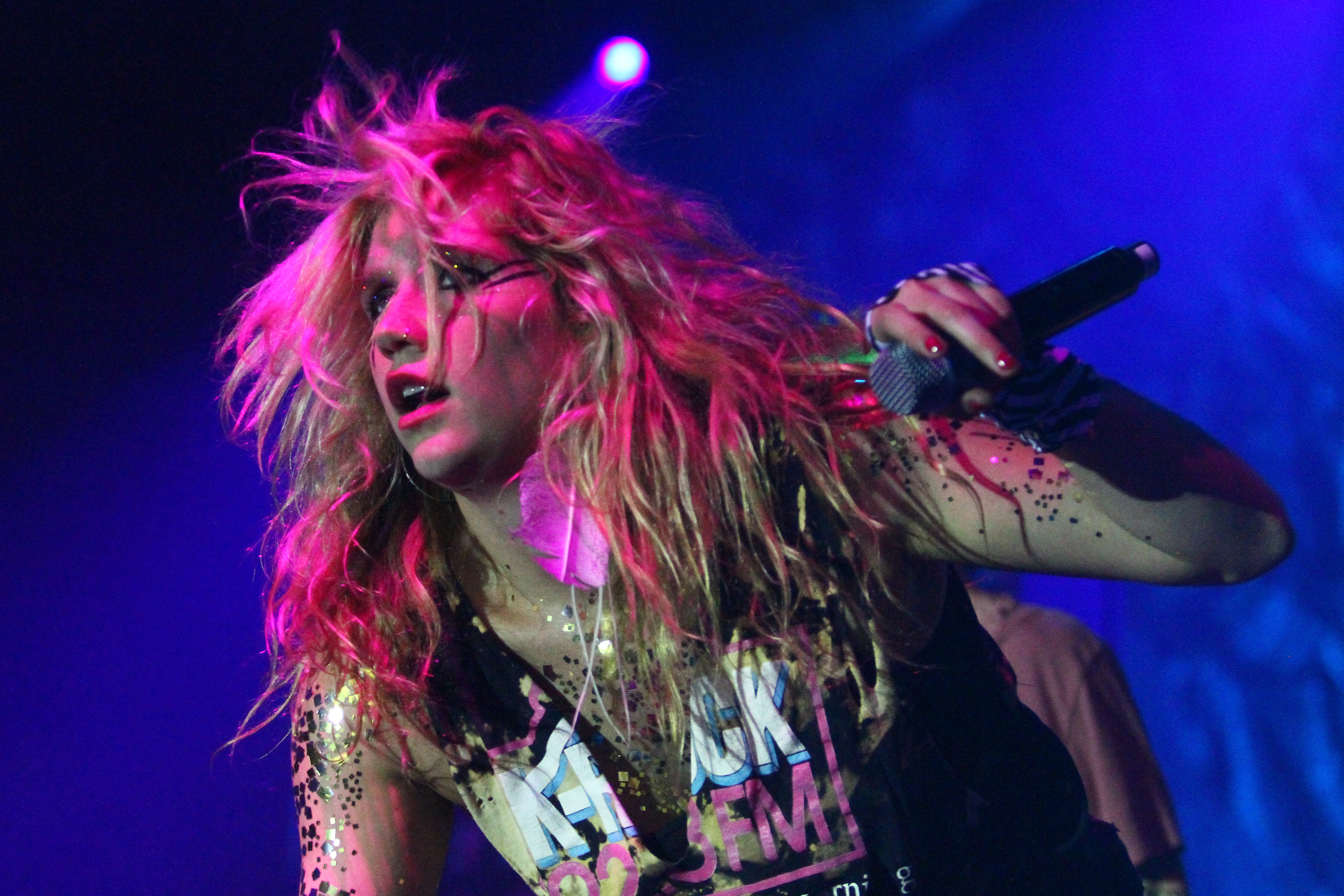
Años antes de coescribir a «good lucks», Kesha realizó los respaldos vocales de otra de las canciones de Britney Spears: «Lace and Leather» de Circus.

«Till the World Ends» fue escrita para Britney Spears, durante el mes de febrero del año 2011, por el cuarteto conformado por los letristas y productores suecos Martin Karl «Max Martin» Sandberg y Alexander Kronlund, el letrista y productor estadounidense Lukasz «Dr. Luke» Gottwald y la letrista y cantante estadounidense Kesha Sebert. De ellos, los tres primeros ya habían escrito o coescrito canciones para Britney Spears en el pasado, especialmente los suecos Max Martin y Alexander Kronlund, quienes trabajaron por primera vez con la intérprete en los años 1998 y 2000, respectivamente. Por su parte, hasta el año 2011, este último había coescrito a cuatro canciones anteriores de Britney Spears, incluyendo a dos de sus sencillos: «Lucky» e «If U Seek Amy».
No obstante, la figura más llamativa de los créditos de escritura de «Till the World Ends» fue la letrista y cantante estadounidense Kesha, quien inició su carrera como solista en el año 2009 y quien, desde entonces, registró logros comerciales en la industria de la música, especialmente en la de su país. Con ello, Kesha coescribió por primera vez para Britney Spears. Sin embargo, en el año 2008, antes de lanzarse a la fama, ella realizó los respaldos vocales de una de las canciones de la intérprete: «Lace and Leather». Respecto a su experiencia de coescribir «Till the World Ends», Kesha sostuvo:

Me considero letrista antes y por encima de todo, así que para mí fue un honor escribir para uno de los mayores íconos de la música pop, como lo es Britney Spears. Y espero que «Till the World Ends» conquiste el culo de todos en el pista de baile, ¡porque todos saben qué es lo que K-Monay hace mejor!
En lo personal, se me hace realmente divertido escribir para otra persona. En esta ocasión, fue muy divertido poner mi mente en la mente sexy de Britney Spears y expresarme como si estuviera poseída por ella
Kesha

Posteriormente, Kesha brindó una entrevista a New York Magazine, en la que declaró respecto a haber escrito «Till the World Ends» para Britney Spears:

Nunca he estado más orgullosa de algo en mi carrera. Realmente me consolida como letrista en el mundo de la música pop, que es lo que me considero en primer lugar. Así que realmente es muy, muy emocionante para mí cuando escucho a Britney cantar a «Till the World Ends». Cuando escucho mis canciones en la radio le bajo el volumen, cambio la radio o lo que sea. Cuando escucho a «Till the World Ends», hago que exploten los malditos altavoces y pongo a todo el mundo a bailar.
Kesha

### Producción
«Till the World Ends» fue producida por el trío conformado por el sueco Martin Karl «Max Martin» Sandberg, el estadounidense Lukasz «Dr. Luke» Gottwald y el canadiense Mathieu «Billboard» Jomphe. Al respecto, los dos primeros, quienes también coescribieron la canción y quienes fueron los productores ejecutivos de Femme Fatale, son considerados como dos de los letristas y productores más prestigiosos de la industria de la música, Por su parte, para el año 2011, Billboard era un letrista y productor relativamente nuevo en la industria.
De los tres letristas y productores, el más sobresaliente de ellos fue el sueco Max Martin, quien previo al lanzamiento de «Till the World Ends», había figurado en los créditos de escritura y producción de diez sencillos anteriores de Britney Spears, incluyendo a tres de sus éxitos N.º 1 en el ranking Billboard Hot 100 de Estados Unidos: «...Baby One More Time», «3» y «Hold It Against Me». Los siete sencillos restantes, por orden cronológico de lanzamiento en Estados Unidos, fueron: «(You Drive Me) Crazy», «Oops!... I Did It Again», «Lucky», «Stronger», «I'm Not a Girl, Not Yet a Woman», «Overprotected» e «If U Seek Amy». Para entonces, dichos sencillos le alzaban como el letrista y productor más determinante de la carrera de Britney Spears, pues desde que trabajó por primera vez con la cantante en el año 1998, Max Martin volvería a trabajar constantemente con ella en los años siguientes. Ello llevaría a los críticos, a catalogarle como el «padre musical» de la intérprete.
Por su parte, el segundo letrista y productor en cuestión, el estadounidense Dr. Luke, previo al lanzamiento de «Till the World Ends», había figurado en los créditos de escritura y producción de dos sencillos anteriores de Britney Spears. Ellos fueron: «Circus» y «Hold It Against Me». Al respecto, este último fue coescrito y coproducido por Billboard, y representó al primer sencillo en el que el letrista y productor canadiense fue acreditado.

## Versiones y remezclas
Versiones
- Main Version — 03:58
- Instrumental — 03:58

Remezclas
- Alex Suárez Radio Remix — 03:56[125]

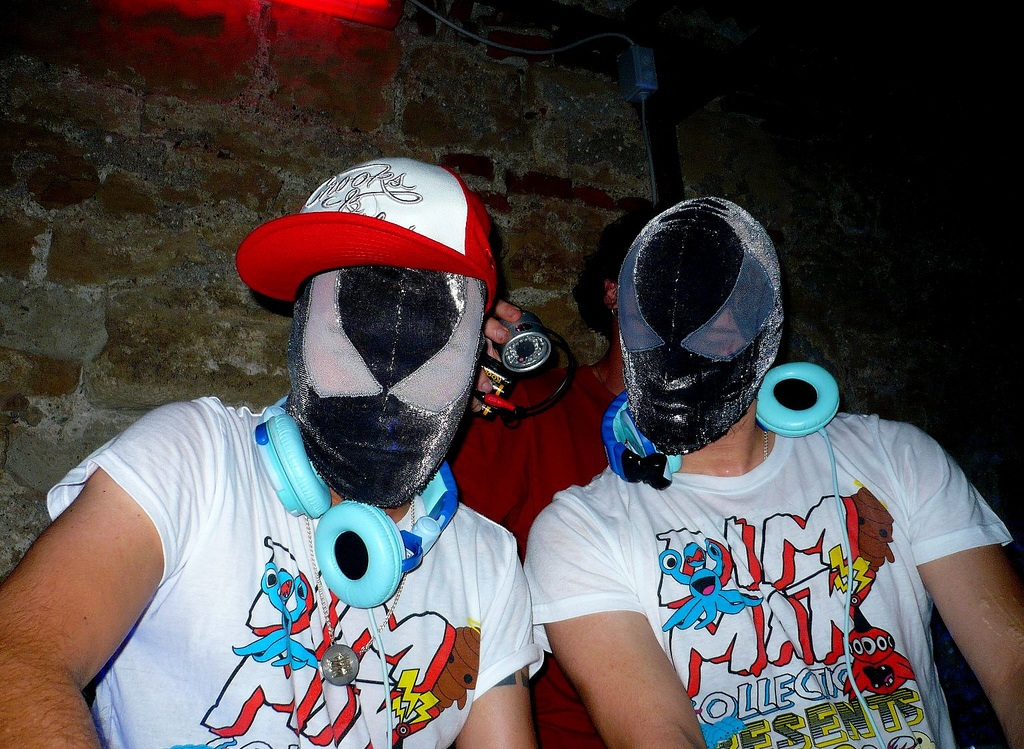
The Bloody Beetroots, creador de uno de los remixes de «Till the World Ends».

- Bloody Beatroots Extended Remix — 04:06[125]
- Culture Shock Remix — 04:02[126]
- The Femme Fatale Remix con Nicki Minaj y Kesha Rose Sebert — 04:44[127]
- Friscia and Lamboy Club Remix — 09:57[125]
- Karmatronic Extended Club Remix — 06:47[125]
- Kik Klap Radio Remix — 03:41[125]
- Varsity Team Radio Remix — 04:15[125]
- White Sea Extended Club Remix — 04:50[125]

Culture Shock Remix
El lunes 18 de abril de 2011, Britney Spears había publicado un enlace en su cuenta de la red social Twitter, para acceder a uno de los principales remixes oficiales de «Till the World Ends», el Culture Shock Remix. Este fue creado por los compositores indios Salim-Sulaiman, quienes plasmaron el estilo Bollywood en él. Ello, a través de la incorporación de sonidos surasiáticos y voces de Lomaticc y Sunny Brown del trío Culture Shock. El remix también incluyó influencias Desi, a través de ritmos dholki, dhol y tumbi, los cuales son comunes en la música de India. Respecto a la creación de este, Baba Kahn, el tercer miembro de Culture Shock, sostuvo:

Nuestro objetivo era tomar el exitoso sencillo de Britney y darle a los aficionados una adrenalina totalmente Desi. El resultado es una montaña rusa Desi de la que todos en todo el mundo querrán participar.
Baba Kahn

Por su parte, Mark Flaherty, Vicepresidente Sénior de Jive Label Group, compañía de la que forma parte Britney Spears, sostuvo:

Queríamos crear una conexión aún mayor entre la estrella pop más grande del mundo y una de las mayores audiencias en él. Britney ha estado comprometida con la cultura del sur de Asia durante muchos años. Desde su innovador remix inspirado en el estilo Bollywood de «Me Against the Music», hasta su reciente colaboración con los diseñadores de moda india Falguni y Shane Peacock  para el video musical de «Hold It Against Me»; por lo que ha adoptado la visión y los sonidos increíbles de esta vibrante comunidad a lo largo de su carrera.
Mark Flaherty

### The Femme Fatale Remix
El lunes 25 de abril de 2011 fue lanzado The Femme Fatale Remix de «Till the World Ends», el remix principal de la canción, el que fue producido por los estadounidenses Luckasz «Dr. Luke» Gottwald y Henry «Dream Machine» Walter, y el que cuenta con la colaboración de su coescritora Kesha y de la rapera trinitense Nicki Minaj. El Segundo remix tiene una colaboración con el Rapero R. Kelly Para entonces, esta última había sido recientemente anunciada como la telonera principal de la gira Femme Fatale Tour de Britney Spears.

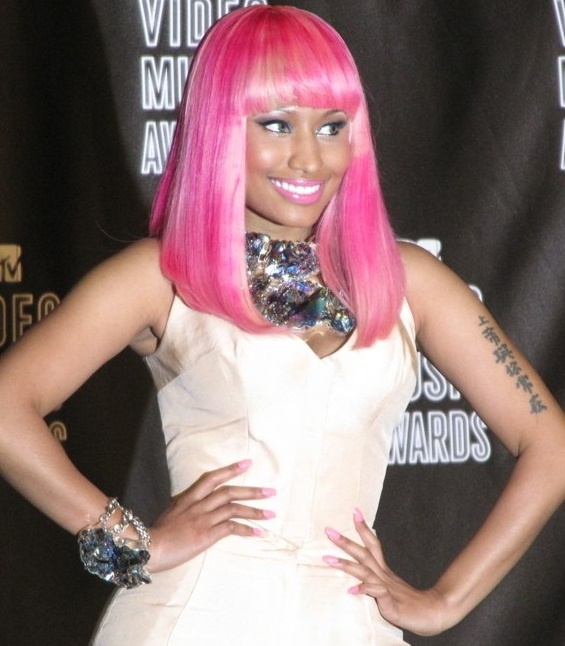
Nicki Minaj, una de las dos artistas colaboradoras del remix principal de «Till the World Ends», el Femme Fatale Remix.

Por su parte, la confirmación del lanzamiento del remix fue realizada con casi tres días de anticipación, a través de cuentas regresivas en los sitios webs oficiales de sus tres intérpretes. Ello, en un período en el que «Till the World Ends» se encontraba en la posición N.º 9 del ranking Billboard Hot 100 de Estados Unidos y en el que Britney Spears acababa de colaborar en un remix del sencillo «S&M» de la cantante barbadense Rihanna, el que tras ser lanzado el lunes 11 de abril de 2011, catapultó a ambas cantantes a la cima de la Billboard Hot 100 y de otros rankings.
Aunque los rumores sobre el remix comenzaron a circular luego de que Dr. Luke confirmara que el jueves 21 de abril de 2011 grabó con Nicki Minaj, el mismo día del anuncio de su lanzamiento, el que fue realizado al día siguiente de dichas grabaciones, este se filtró completamente en internet.

Al respecto, el Femme Fatale Remix mezcla la melodía original de «Till the World Ends» con melodías de bajo más intensas en algunas de sus partes. Este comienza con tres versos adicionales de rap, interpretados por Nicki Minaj durante el transcurso de una línea de bajo ralentizada. Tras ello, Britney Spears entrega el primer verso original de la canción, acompañada de la misma línea de bajo inicial. Transcurrido lo anterior, Nicki Minaj proclama: «It's Britney, bitch. I'm Nicki Minaj and that's Kesha!» —en español: «¡Es Britney, perra. Soy Nicki Minaj y esta es Kesha!»—, aludiendo a la frase introductoria icónica de «Gimme More». Es entonces cuando Kesha figura por primera vez en el remix, interpretando su precoro. Britney Spears pronto toma de nuevo el control, mientras Kesha realiza sombras vocales de las líneas de la cantante hacia el final de su segundo verso y su puente. A diferencia de la versión original de «Till the World Ends», el Femme Fatale Remix también cuenta con un breakdown instrumental, a modo de reminiscencia del interludio dubstep de «Hold It Against Me».
En definitiva, tras su lanzamiento, The Femme Fatale Remix catapultó a «Till the World Ends» en los rankings de países como Canadá, España, Francia y, especialmente, Estados Unidos. Por su parte, los críticos le dieron una buena recepción. Al respecto, Rob Sheffield, de la revista de música Rolling Stone, sostuvo que, con The Femme Fatale Remix, «Till the World Ends», al que catalogó como el sencillo más peculiar y alucinógeno de Britney Spears desde «Toxic», se convirtió en una pista trash-disco, similar a las que suenan en las estaciones de radio de la ciudad ucraniense Yalta. Asimismo, señaló que es Nicki Minaj quien le da un toque de oro, a través de sus rapeos bromistas. Tras todo, el editor evaluó a The Femme Fatale Remix con cuatro de cinco estrellas.
Para 2 meses después sacar el segundo remix de Till The World Ends, con el rapero R. Kelly, por petición de la cantante Spears, calificado, también cuatro estrellas de cinco.

## Formatos
| Descarga digital |                       |          |  |
| N.º              | Título                | Duración |  |
| 1.               | «Till the World Ends» | 03:58    |  |

| Sencillo en CD |                                      |          |  |
| N.º            | Título                               | Duración |  |
| 1.             | «Till the World Ends»                | 03:57    |  |
| 2.             | «Till the World Ends» (Instrumental) | 03:57    |  |

| The Remixes |                                                         |          |  |
| N.º         | Título                                                  | Duración |  |
| 1.          | «Till the World Ends»                                   | 03:58    |  |
| 2.          | «Till the World Ends» (Bloody Beatroots Extended Remix) | 04:06    |  |
| 3.          | «Till the World Ends» (White Sea Extended Club Remix)   | 04:50    |  |
| 4.          | «Till the World Ends» (Kik Klap Radio Remix)            | 03:41    |  |
| 5.          | «Till the World Ends» (Alex Suárez Radio Remix)         | 03:56    |  |
| 6.          | «Till the World Ends» (Friscia and Lamboy Club Remix)   | 09:57    |  |
| 7.          | «Till the World Ends» (Varsity Team Radio Remix)        | 04:15    |  |
| 8.          | «Till the World Ends» (Karmatronic Extended Club Remix) | 06:47    |  |
| 9.          | «Till the World Ends» (Twister Remix)                   | 04:21    |  |

| Descarga digital — The Femme Fatale Remix |                                                                        |          |  |
| N.º                                       | Título                                                                 | Duración |  |
| 1.                                        | «Till the World Ends» (The Femme Fatale Remix con Nicki Minaj y Kesha) | 04:44    |  |
| 2.                                        | «Till the World Ends» (Con R. Kelly)                                   | 03:35    |  |

| The Femme Fatale Four Pack |                                                                        |          |  |
| N.º                        | Título                                                                 | Duración |  |
| 1.                         | «Till the World Ends» (The Femme Fatale Remix con Nicki Minaj y Kesha) | 04:44    |  |
| 2.                         | «Till the World Ends» (The Femme Fatale Remix con R. Kelly)            | 03:35    |  |
| 3.                         | «Till the World Ends» (Culture Shock Remix)                            | 04:02    |  |
| 4.                         | «Dance Till the World Ends» (Video)                                    | 03:52    |  |
| 5.                         | «Till the World Ends» (Culture Shock Remix/Video)                      | 03:59    |  |

| Descarga digital — Remix |                                       |          |  |
| N.º                      | Título                                | Duración |  |
| 1.                       | «Till the World Ends» (Twister Remix) | 04:19    |  |

## Rankings
Semanales
| América del Norte |                       |    |
| Canadá            | Canadian Hot 100      | 4  |
| Estados Unidos    | Billboard Hot 100     | 3  |
| Estados Unidos    | Digital Songs         | 3  |
| Estados Unidos    | Radio Songs           | 4  |
| Estados Unidos    | Pop Songs             | 4  |
| Estados Unidos    | Dance/Club Play Songs | 1  |
| América del Sur   |                       |    |
| Chile             | Top 20 Singles        | 13 |
| Asia              |                       |    |
| Corea del Sur     | Top 200 Singles Intl. | 1  |
| Rusia             | Top Hit 100           | 1  |
| Europa            |                       |    |
| Alemania          | Top 100 Singles       | 27 |
| Austria           | Top 75 Singles        | 43 |
| Bélgica (Flandes) | Top 50 Singles        | 12 |
| Bélgica (Valonia) | Top 50 Singles        | 6  |
| Dinamarca         | Top 40 Singles        | 7  |
| España            | Top 50 Singles        | 11 |
| España            | Los 40 Principales    | 1  |
| Finlandia         | Top 20 Singles        | 6  |
| Francia           | Top 100 Singles       | 8  |
| Irlanda           | Top 50 Singles        | 7  |
| Noruega           | Top 20 Singles        | 2  |
| Países Bajos      | Top 100 Singles       | 29 |
| Polonia           | ZPAV                  | 1  |
| Reino Unido       | Top 75 Singles        | 21 |
| Suecia            | Top 60 Singles        | 4  |
| Suiza             | Top 75 Singles        | 7  |
| Oceanía           |                       |    |
| Australia         | Top 50 Singles        | 8  |
| Nueva Zelanda     | Top 40 Singles        | 10 |

| Predecesor: «Beautiful People» de Chris Brown con Benny Benassi | Dance/Club Play Songs — Sencillo N° 1 21 de mayo de 2011 — 28 de mayo de 2011 | Sucesor: «Original Sin» de INXS con Rob Thomas y Introducing DJ Yaleidys |

## Certificaciones
| País           | Proveedor       | Año  | Certificación | Nivel | Simbolización | Ventas certificadas | Tipo     |
| -------------- | --------------- | ---- | ------------- | ----- | ------------- | ------------------- | -------- |
| América        |                 |      |               |       |               |                     |          |
| Estados Unidos | RIAA            | 2023 | Platino       | 4     | 4▲            | 4.000.000           | Sencillo |
| México         | AMPROFON México | 2012 | Oro           | 1     | ●             | 30.000              | Sencillo |
| Europa         |                 |      |               |       |               |                     |          |
| Bélgica        | IFPI Bélgica    | 2011 | Oro           | 1     | ●             | 15.000              | Sencillo |
| Dinamarca      | IFPI Dinamarca  | 2011 | Oro           | 2     | 2●            | 15.000              |          |
| Italia         | IFPI Italia     | 2011 | Oro           | 1     | ●             | 15.000              | Sencillo |
| Reino Unido    | BPI             | 2017 | Plata         | 1     | ▲             | 200.000             | Sencillo |
| Suecia         | IFPI Suecia     | 2012 | Platino       | 3     | 3▲            | 60.000              | Descarga |
| Suiza          | IFPI Suiza      | 2011 | Oro           | 1     | ●             | 15.000              | Sencillo |
| Oceanía        |                 |      |               |       |               |                     |          |
| Australia      | ARIA            | 2011 | Platino       | 2     | 2▲            | 140.000             | Sencillo |
| Nueva Zelanda  | RIANZ           | 2011 | Oro           | 1     | ●             | 7.500               | Sencillo |